# Carlos Gabín
Carlos Gabín (25 de novembro de 1906 - ???1956) é um ex-basquetebolista uruguaio que integrou a seleção uruguaia que competiu nos VI Jogos Olímpicos de Verão realizados em Berlim em 1936.